# طوطی شکم‌زرشکی

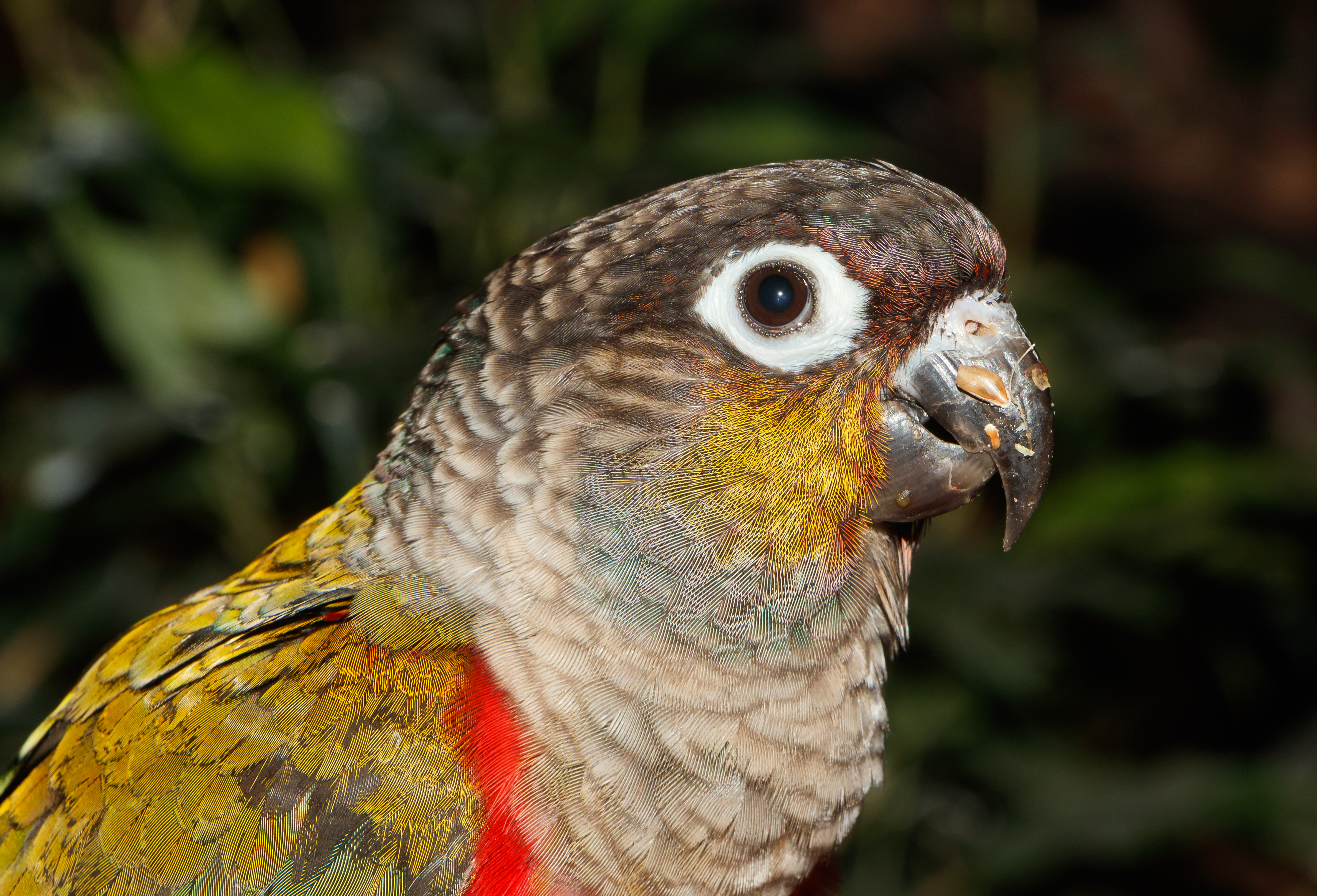
این پرنده که نخستین‌بار در سال ۱۸۲۴ میلادی توصیف‌شد، امروزه در فهرست سرخ گونه‌های آسیب‌پذیر اتحادیه بین‌المللی حفاظت از طبیعت قرار گرفته‌است.

طوطی شکم‌زرشکی (نام علمی: Pyrrhura perlata) نام یک گونه از تیره طوطیان است.